# Barleria ovata
Barleria ovata är en akantusväxtart som beskrevs av Ernst Meyer och Christian Gottfried Daniel Nees von Esenbeck. Barleria ovata ingår i släktet Barleria och familjen akantusväxter. Inga underarter finns listade i Catalogue of Life.